# Kupîna, Icinea
Kupîna (în ucraineană Купина) este un sat în comuna Ivanîțea din raionul Icinea, regiunea Cernihiv, Ucraina.

## Demografie
Componența lingvistică a localității Kupîna
     Ucraineană (99,45%)
     Alte limbi (0,55%)
Conform recensământului din 2001, majoritatea populației localității Kupîna era vorbitoare de ucraineană (99,45%), existând în minoritate și vorbitori de alte limbi.